# Steve DeBerg
(en) Statistiques sur pro-football-reference
Steven Leroy DeBerg, né le 19 janvier 1954 à Oakland, Californie est un joueur américain de football américain ayant évolué au poste de quarterback dans la National Football League (NFL) entre 1977 et 1998. Il est sélectionné en 275e position de la draft 1977 de la NFL par les 49ers de San Francisco. Pendant sa carrière sportive, il évolue sous les couleurs des 49ers de San Francisco, les Broncos de Denver, les Buccaneers de Tampa Bay, les Chiefs de Kansas City, les Dolphins de Miami et les Falcons d'Atlanta.